# Cristallomanzia

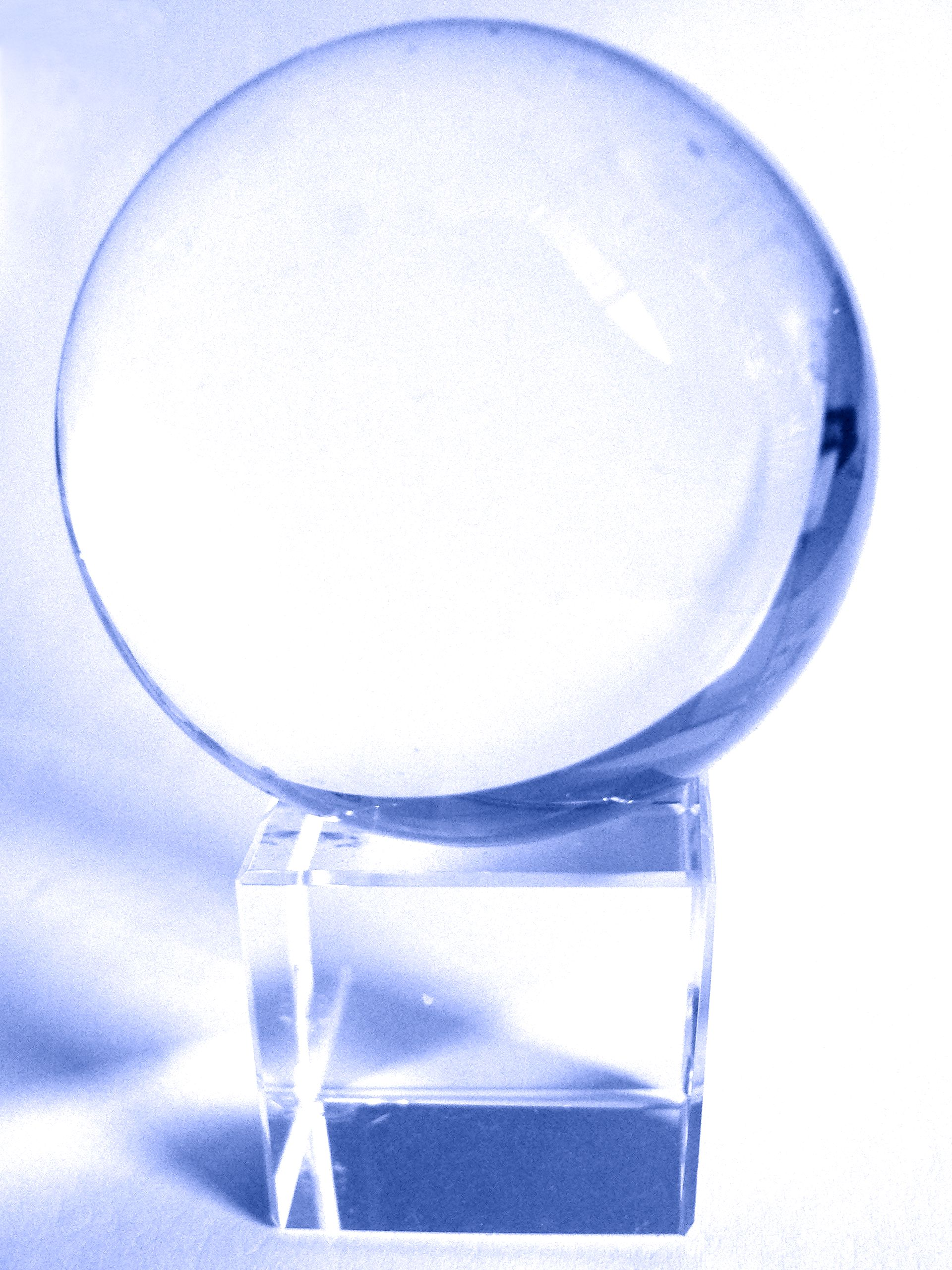
Una sfera di cristallo

La cristallomanzia o berillistica è un metodo divinatorio basato sull'osservazione di oggetti di cristallo o di vetro come specchi (in questi casi è si parla più precisamente di catoptromanzia) ma anche in specchi d'acqua (idromanzia) e, in generale, in qualsiasi superficie riflettente.

## Storia
Si hanno notizie di queste pratiche già nelle culture primitive oltre che nel mondo moderno. In epoca antica la pratica era parte dei rituali religiosi e anche nel Medioevo era considerata una pratica magica; nel Rinascimento Paracelso avanzò l'ipotesi che le visioni fossero causate dall'interazione dei cristalli con un ipotetico magnetismo umano. In epoca moderna viene praticata con sfere di cristallo o di vetro tramite le quali un medium avrebbe visioni indotte dallo stato di trance e il cristallo trasmetterebbe notizie sul fatti passati, presenti o futuri. Ovviamente non c'è nessuna dimostrazione scientifica della fondatezza di queste affermazioni.
Diverse tribù celtiche, conosciute per aver popolato le isole britanniche fin dal 2000 a.C., sono state unificate da stregoni chiamati druidi.
Pare che i druidi praticassero la divinazione per mezzo di cristalli di quarzo.
È da notare che la religione dei druidi ha moltissime similitudini con quella dei megaliti, da prima esistente in Gran Bretagna, dunque è possibile che le tecniche di divinazione dei druidi siano state ereditate da popoli che li hanno preceduti.
Durante l'Alto Medioevo si hanno le prime notizie sull'uso di cristalli di forma sferica, le sfere di cristallo.

## Riti
Francis Barrett nel Magus dedica alla cristallomanzia un capitolo intitolato "Sulla preparazione del cristallo e sul metodo per ottenere una visione", nel quale spiega i riti da compiere affinché un cristallo sia efficace per la divinazione.